# ريموندز ميجلينيكس
ريموندز ميجلينيكس (باللاتفية: Raimonds Miglinieks)‏ مواليد 16 يوليو 1970 في ريغا، الجمهورية اللاتفية السوفيتية الاشتراكية، هو لاعب كرة سلة لاتفي معتزل. بدأ مسيرته الاحترافية في سنة 1996. يبلغ طوله 6 قدم 2 بوصة (1.9 م). اعتزل اللعب في 2003.

## المسيرة الاحترافية
لعب مع في إي إف ريغا من سنة 1988 إلى 1992، ثم لعب مع نادي فوتسوافك لكرة السلة في موسم 1999–2000، ثم لعب مع شلوسك فروتسلاو في موسم 2000–2001، ثم لعب مع نادي سسكا موسكو لكرة السلة في الدوري الروسي في موسم 2001–2002، ثم لعب مع شلوسك فروتسلاو في موسم 2002–2003.

## روابط خارجية
- ريموندز ميجلينيكس على موقع الاتحاد الدولي لكرة السلة (الإنجليزية)
- ريموندز ميجلينيكس على موقع الدوري الأوروبي لكرة السلة (الإنجليزية)
- ريموندز ميجلينيكس على موقع كرة السلة الأوروبية.كوم (الإنجليزية)
- ريموندز ميجلينيكس على موقع كلية كرة السلة في سبورتس رفرنس.كوم (الإنجليزية)
- ريموندز ميجلينيكس على موقع بروبوليرز (الإنجليزية)